# Liste der Flugplätze in Brandenburg
Die Liste der Flugplätze in Brandenburg umfasst betriebene, stillgelegte und historische Flugplätze und Flughäfen im Bundesland Brandenburg und Berlin. Aufgeführt sind auch Fliegerhorste der Luftwaffe, der DDR-Luftverteidigung, der Luftstreitkräfte der Sowjetunion und Agrarflugplätze aus der DDR-Zeit.
Stillgelegte Flugplätze wurden meist überbaut oder anderweitig genutzt. Etliche Flächen werden inzwischen zur Erzeugung von Solarenergie verwendet.
| Name                                                                       | Koordinaten                              | Code                                          | Code                           | RWY                                      | RWY                                       | MSL                            | Anmerkungen            |
| Name                                                                       | Koordinaten                              | ICAO                                          | IATA                           | ∡                                        | L×B in m                                  | MSL                            | Anmerkungen            |
| -------------------------------------------------------------------------- | ---------------------------------------- | --------------------------------------------- | ------------------------------ | ---------------------------------------- | ----------------------------------------- | ------------------------------ | ---------------------- |
| Alt Daber (russisch Альт Дабер)                                            | 53° 12′ 8″ N, 12° 31′ 20″ O              |                                               |                                | 08/26                                    | 2500×50                                   | 65 m (213 ft)                  | [ Anmerkung 1 ]        |
| Alteno                                                                     | 51° 52′ 3,5″ N, 13° 47′ 6,7″ O           |                                               |                                | 09/27                                    | 2350×37,5 Bitumen2300×40 Gras             |                                | [ Anmerkung 2 ]        |
| Altes Lager                                                                |                                          |                                               |                                |                                          |                                           |                                | [ 1 ]                  |
| Berlin Brandenburg International                                           | 52° 21′ 44″ N, 13° 30′ 2″ O              | EDDB                                          | BER                            | ↑ 07L/25R↓ 07R/25L                       | 3600×454000×60                            | 47 m (154 ft)45 m (148 ft)     | [ 2 ]                  |
| Berlin-Gatow                                                               |                                          | EDBG                                          | GWW                            |                                          |                                           | 49 m (161 ft)                  | [ 3 ]                  |
| Berlin-Johannisthal                                                        | 52° 26′ 12″ N, 13° 31′ 4″ O              |                                               |                                |                                          |                                           | 34 m (112 ft)                  | [ 4 ]                  |
| Berlin-Tegel                                                               |                                          | EDDT(bis 1995 EDBT)                           | TXL                            |                                          |                                           | 37 m (121 ft)                  | [ 5 ]                  |
| Berlin-Tempelhof                                                           | 52° 28′ N, 13° 24′ O                     | DDTF (195x) EDBB (196x-1995) EDDI (1995–2008) | THF                            |                                          |                                           | 48 m (157 ft)                  | [ 6 ]                  |
| Borkheide                                                                  | 52° 14′ N, 12° 52′ O52° 14′ N, 12° 51′ O |                                               |                                |                                          |                                           | 64 m (210 ft)                  | [ Anmerkung 3 ]        |
| Bienenfarm                                                                 | 52° 39′ 42″ N, 12° 44′ 45″ O             | EDOI                                          |                                |                                          |                                           | 31 m (102 ft)                  | [ 7 ]                  |
| Brand (russisch Аэродром Бранд)                                            | 52° 2′ 20″ N, 13° 44′ 56″ O              | EDUC                                          |                                |                                          |                                           | 74 m (243 ft)                  | [ 8 ]                  |
| Brandenburg-Briest                                                         | 52° 26′ 19″ N, 12° 27′ 30″ O             | EDUB                                          |                                | 07/25                                    | 1499×30                                   | 31 m (102 ft)                  | [ 9 ]                  |
| Brandenburg/Mühlenfeld                                                     | 52° 26′ 12″ N, 12° 35′ 23″ O             | EDBE                                          |                                |                                          |                                           |                                | [ 10 ]                 |
| Bronkow                                                                    | 51° 40′ 6″ N, 13° 57′ 48″ O              | EDBQ                                          |                                |                                          |                                           | 129 m (423 ft)                 | [ 11 ]                 |
| Cottbus-Drewitz                                                            | 51° 53′ 22″ N, 14° 31′ 55″ O             | EDCD                                          |                                |                                          |                                           | 84 m (276 ft)                  | [ 12 ]                 |
| Cottbus-Nord                                                               | 51° 46′ 7″ N, 14° 17′ 43″ O              | ETHT                                          |                                |                                          |                                           |                                | [ 13 ]                 |
| Crussow                                                                    | 53° 0′ 49″ N, 14° 4′ 13″ O               |                                               |                                |                                          |                                           | 54 m (177 ft)                  |                        |
| Dedelow                                                                    | 53° 21′ 23″ N, 13° 47′ 5″ O              | EDBD                                          |                                |                                          |                                           |                                | [ 14 ]                 |
| Döberitz                                                                   | 52° 30′ 46″ N, 13° 3′ 5,5″ O             |                                               |                                |                                          |                                           |                                |                        |
| Eberswalde-Finow (russisch Аэродром Финов)                                 | 52° 49′ 38″ N, 13° 41′ 37″ O             | EDAV                                          |                                | 10/28                                    | 1480×50                                   | 35 m (115 ft)                  | [ 15 ]                 |
| Eggersdorf (Müncheberg)                                                    | 52° 28′ 58″ N, 14° 5′ 27″ O              | EDCE                                          |                                |                                          |                                           | 68 m (223 ft)                  | [ 16 ]                 |
| Eisenhüttenstadt                                                           | 52° 11′ 50″ N, 14° 35′ 8″ O              | EDAE                                          |                                |                                          |                                           |                                | [ 17 ]                 |
| Falkenberg-Lönnewitz (russisch Аэродром Фалькенберг (ГДР))                 | 51° 32′ 52″ N, 13° 13′ 41″ O             | EDUF                                          |                                | 08/26                                    | 1200×30                                   | 87 m (285 ft)                  | [ 18 ]                 |
| Fehrbellin                                                                 | 52° 47′ 36″ N, 12° 45′ 37″ O             | EDBF                                          |                                | 10/28                                    | 905×23                                    | 41 m (135 ft)                  | [ Anmerkung 4 ]        |
| Finsterwalde-Heinrichsruh                                                  | 51° 38′ 6″ N, 13° 40′ 50″ O              | EDAS                                          |                                | 08/26                                    | 950×40                                    | 117 m (384 ft)                 | [ 19 ]                 |
| Finsterwalde/Schacksdorf (russisch Аэродром Финстервальде)                 | 51° 36′ 27″ N, 13° 44′ 17″ O             | EDUS                                          |                                | 09/27                                    | 2700х50jetzt 1200×30 Beton 885×40 Gras    | 65 m (213 ft)                  | [ 20 ]                 |
| Freyenstein                                                                | 53° 16′ 32″ N, 12° 21′ 57″ O             |                                               |                                | 15/33                                    | 200×30                                    | 94 m (308 ft)                  |                        |
| Friedersdorf                                                               | 52° 17′ 6″ N, 13° 48′ 19″ O              | EDCF                                          |                                | 12/30                                    | 1180×40                                   | 35 m (115 ft)                  |                        |
| Fürstenwalde                                                               | 52° 23′ 23″ N, 14° 5′ 45″ O              | EDAL                                          |                                | 11/296/24                                | 800×40 Gras1200×45 Beton                  | 43 m (141 ft)                  | [ 21 ]                 |
| Gransee                                                                    | 53° 0′ 24″ N, 13° 12′ 6″ O               | EDUG                                          |                                | 11/29                                    | 750×40 Gras                               | 51 m (167 ft)                  | [ 22 ]                 |
| Holzdorf (Fliegerhorst) (auch Fliegerhorst Schönewalde/Holzdorf)           | 51° 46′ 4″ N, 13° 10′ 4″ O               | ETSH                                          |                                | 09/27                                    | 2419×30                                   | 81 m (266 ft)                  | [ 23 ]                 |
| Hubertushöhe (Wasserflugplatz) (auch Wasserflugplatz Großer Storkower See) | 52° 14′ 13″ N, 13° 58′ 14″ O             |                                               |                                |                                          |                                           | 36,6 m (120 ft)                | [ 24 ] [ 25 ]          |
| Kammermark (Segelfluggelände)                                              | 53° 11′ 43″ N, 12° 9′ 51″ O              |                                               |                                |                                          |                                           | 88 m (289 ft)                  |                        |
| Kleinkoschen                                                               | 51° 30′ 47″ N, 14° 4′ 50″ O              |                                               |                                | 06/24 15/33                              | 370×30 405×30                             | 106 m (348 ft)                 |                        |
| Kremmen OT Hohenbruch                                                      | 52° 47′ 43″ N, 13° 6′ 16″ O              |                                               |                                | 14/32                                    | 360×30                                    | 37 m (121 ft)                  |                        |
| Kyritz                                                                     | 52° 55′ 0″ N, 12° 25′ 54″ O              | EDBK                                          |                                | 14L/32R14R/32L                           | 1000×23 Asphalt1000×30 Gras               | 40 m (131 ft)                  | [ 26 ]                 |
| Locktow                                                                    | 52° 7′ 1″ N, 12° 42′ 34″ O               |                                               |                                | 11/29                                    | 400×30 Gras                               | 65 m (213 ft)                  | [ 27 ]                 |
| Lüsse                                                                      | 52° 8′ 37″ N, 12° 40′ 3″ O               | EDOJ                                          |                                | 06/24                                    | 1020×40 Gras                              | 65 m (213 ft)                  | [ 28 ]                 |
| Neuhardenberg                                                              | 52° 36′ 47″ N, 14° 14′ 34″ O             | EDON                                          |                                | 08/26                                    | 2400×50                                   | 11 m (36 ft)                   | [ 29 ]                 |
| Neuhausen                                                                  | 51° 41′ 9″ N, 14° 25′ 39″ O              | EDAP                                          |                                | 11/29                                    | 1080×40 Gras                              | 85 m (279 ft)                  | [ 30 ]                 |
| Neuruppin (Segelfluggelände)                                               | 52° 56′ 35″ N, 12° 46′ 42″ O             |                                               |                                | 10/28                                    | 800×30 Gras                               | 43 m (141 ft)                  | [ 31 ] [ 32 ]          |
| Oehna                                                                      | 51° 53′ 59″ N, 13° 3′ 11″ O              | EDBO                                          |                                | 08L/26R08R/26L                           | 600×30 Gras850×20 Asphalt                 | 88 m (289 ft)                  | [ 33 ]                 |
| Perleberg (russisch Аэродром Перлеберг)                                    | 53° 4′ 18″ N, 11° 49′ 11″ O              | EDUP                                          |                                | 11/29                                    | 1400×50 Gras                              | 30 m (98 ft)                   |                        |
| Preschen                                                                   | 51° 39′ 48″ N, 14° 38′ 0″ O              | ETNR                                          |                                | 07/25                                    | 2500×80                                   | 102 m (335 ft)                 | [ Anmerkung 5 ]        |
| Pritzwalk-Sommersberg                                                      | 53° 10′ 46″ N, 12° 11′ 20″ O             | EDBU                                          |                                | 08/26                                    | 830×30 Gras                               | 88 m (289 ft)                  | [ 34 ]                 |
| Reinsdorf (russisch Аэродром Вербиг Aerodrom Werbig)                       | 51° 54′ 6″ N, 13° 11′ 48″ O              | EDOD                                          |                                | 10/28 (aktuell) 11/29 (1975)11/29 (1945) | 1280×40 Gras2400×80 Gras1100×900          | 102 m (335 ft)                 | [ 35 ]                 |
| Ruppiner Land siehe Fehrbellin                                             | Ruppiner Land siehe Fehrbellin           | Ruppiner Land siehe Fehrbellin                | Ruppiner Land siehe Fehrbellin | Ruppiner Land siehe Fehrbellin           | Ruppiner Land siehe Fehrbellin            | Ruppiner Land siehe Fehrbellin | [ Anmerkung 4 ]        |
| Saarmund                                                                   | 52° 18′ 54″ N, 13° 6′ 4″ O               | EDCS                                          |                                | 09/27                                    | 1000×30 Gras                              | 52 m (171 ft)                  | [ 36 ]                 |
| Zentralflughafen Berlin-Schönefeld                                         | 52° 23′ 18″ N, 13° 31′ 12″ O             | EDXS (196x)ETBS (197x-199x)EDDB (199x-)       | SXF                            | 07/25                                    | 3600×45 m                                 | 47 m (154 ft)                  | [ 37 ]                 |
| Schönhagen                                                                 | 52° 12′ 14″ N, 13° 9′ 36″ O              | EDAZ                                          |                                | 07/2512/30                               | 1510×23 Asphalt700× 18 Asphalt760×40 Gras | 41 m (135 ft)                  | [ 38 ]                 |
| Schönwalde                                                                 | 52° 37′ 8″ N, 13° 9′ 41″ O               |                                               |                                | 04/22 (1953)                             | 1100×80                                   | 30 m (98 ft)                   | [ 39 ]                 |
| Schwarzheide-Schipkau                                                      | 51° 29′ 30″ N, 13° 52′ 46″ O             | EDBZ                                          |                                | 07/25                                    | 850×50 Gras                               | 100 m (328 ft)                 | [ 40 ]                 |
| Schilowsee                                                                 | 52° 20′ 11″ N, 12° 57′ 19″ O             |                                               |                                |                                          |                                           | 29,3 m (96 ft)                 | [ Anmerkung 6 ]        |
| Sedlitzer See                                                              | 51° 34′ 22″ N, 14° 6′ 18″ O              | EDUY                                          |                                | 03/2112/30                               | jeweils 1499×200                          | 101 m (331 ft)                 | [ Anmerkung 7 ] [ 25 ] |
| Segeletz                                                                   | 52° 49′ 36″ N, 12° 32′ 31″ O             | EDAI                                          |                                | 10/28                                    | 925×40 Gras                               | 43 m (141 ft)                  | [ 41 ]                 |
| Sperenberg (russisch Аэродром Шперенберг)                                  | 52° 9′ 27″ N, 13° 18′ 17″ O              |                                               |                                | ↑ 09L/27R↓ 09L/27R                       | 2550×50 Beton800×50 Gras                  | 51 m (167 ft)                  | [ 42 ]                 |
| Staaken                                                                    | 52° 31′ 58,6″ N, 13° 7′ 45,2″ O          |                                               |                                |                                          |                                           | 29 m (95 ft)                   |                        |
| Stechow-Ferchesar                                                          | 52° 38′ 55″ N, 12° 29′ 5″ O              | EDUA                                          |                                | 04/22                                    | 690×40 Gras                               | 45 m (148 ft)                  | [ 43 ]                 |
| Stölln/Rhinow                                                              | 52° 44′ 27″ N, 12° 23′ 24″ O             | EDOR                                          |                                | 08/26                                    | 840×40 Gras                               | 40 m (131 ft)                  | [ Anmerkung 8 ]        |
| Strausberg                                                                 | 52° 34′ 49″ N, 13° 54′ 54″ O             | EDAY                                          |                                | 05/23                                    | 1200×28 Beton1200×40 Gras                 | 80 m (262 ft)                  | [ 44 ]                 |
| Templin/Groß Dölln (russisch Темплин (Гросс-Долльн))                       | 53° 1′ 44″ N, 13° 30′ 59″ O              | EDUT                                          |                                | 09/27                                    | 1000×30                                   | 62 m (203 ft)                  | [ 45 ]                 |
| Trebbin siehe Schönhagen                                                   |                                          |                                               |                                |                                          |                                           |                                |                        |
| Welzow (russisch Аэродром Ней-Вельцов)                                     | 51° 34′ 22″ N, 14° 8′ 22″ O              | EDCY                                          |                                | 21/03 aktuell22/04 19901945              | 2000×30 Beton2500×80 Beton1100×800 Gras   | 125 m (410 ft)                 | [ 46 ]                 |
| Werneuchen (russisch Аэродром Вернейхен)                                   |                                          | EDBW                                          |                                | 08/26                                    | 1499×28                                   | 80,2 m (263 ft)                | [ 47 ]                 |
| Wittstock-Berlinchen (Segelfluggelände)                                    | 53° 13′ 27″ N, 12° 33′ 47″ O             |                                               |                                | 05/23                                    | 740×70 Gras                               | 80 m (262 ft)                  | [ 48 ]                 |

Anmerkungen
1. ↑  Ehemaliger Militärflugplatz bei Wittstock/Dosse, der in den 1930er Jahren unter dem Namen „Fliegerhorst Wittstock“ eröffnet wurde. Der jüngste Sohn Stalins, Wassili, diente hier als Generalmajor 1946-47. Stilllegung 1994

  - Wittstock: Flugplatz - Military Airfield Directory. In: mil-airfields.de. Abgerufen am 26. Oktober 2020.
  - Claudia Bihler: Geheimfund:  Katakomben und 5000 Projektile. In: maz-online.de. 29. März 2016, abgerufen am 26. Oktober 2020.
  - Rückbau auf ehemaligem Flugplatz Alt Daber geht weiter. In: maz-online.de. 1. Juli 2020, abgerufen am 26. Oktober 2020.
  - Konversion in Alt Daber. Vom ehemaligen Flugplatz zum Solarkraftwerk Alt Daber. In: FOKUS - Netzwerk für Konversion im Land Brandenburg. Abgerufen am 26. Oktober 2020.
2. ↑  War ein Fliegerhorst der Luftwaffe der Wehrmacht nahe Alteno, einem Ortsteil von Luckau. In der DDR diente er als Dezentralisierungsflugplatz bzw. Feldflugplatz für das Jagdgeschwader 1 (JG-1) der Luftstreitkräfte/Luftverteidigung (LSK/LV) der ehemaligen Nationalen Volksarmee (NVA). Besonderheit: es war einer der wenigen Dezentralisierungsflugplätze in der DDR, die eine durchgehend befestigte Start- und Landebahn besaßen.

  - Flugplatz Alteno. In: mil-airfields.de. Abgerufen am 26. Oktober 2020.
3. ↑  stillgelegt; ehemalige Plätze des Flugpioniers Hans Grade
4. 1 2  Bis zum 31. Dezember 2017 hieß er Flugplatz Ruppiner Land
  - Fehrbellin: NVA-Hubschrauberlandeplatz 3118. In: mil-airfields.de. Abgerufen am 13. Dezember 2020.
  - Flugplatz Fehrbellin - Verkehrslandeplatz. In: flugplatzfehrbellin.de. 23. August 2016, abgerufen am 13. Dezember 2020.
5. ↑  Jetzt Solarpark Jocksdorf
  - Flugplatz Preschen. In: mil-airfields.de. Abgerufen am 13. Dezember 2020.
  - PV-Solar-Anlage (Solarpark Jocksdorf). In: repowermap.org. Abgerufen am 13. Dezember 2020.
6. ↑  Zulassung auf dem Schwielowsee bei Werder (Havel) am 31. Dezember 2010 ausgelaufen.
7. ↑  Der Flugplatz Sedlitzer See ist ein Wasserlandeplatz bei Welzow in Brandenburg. Er ist einer der wenigen Wasserlandeplätze in Deutschland und verfügt über zwei Landeflächen
8. ↑  Die Wiege der Luftfahrt, der Gollenberg im Havelland – Seine erfolgreichsten Flugversuche gelangen dem Luftfahrtpionier Otto Lilienthal bei Stölln (Gemeinde Gollenberg) im brandenburgischen Ländchen Rhinow zwischen 1893 und 1896.
  - https://skyvector.com/airport/EDOR/Stolln-Rhinow-Airport